# 常在 (弘治進士)
常在（1472年—？），字守德，號北泉，山西遼州榆社縣人，民籍，明朝政治人物。

## 生平
山西鄉試第四名舉人。弘治十八年（1505年）中式乙丑科會試第二百五十九名，三甲第一百二十四名進士。历任陕西山阳县知县，正德六年十二月选授广西道试监察御史，十年巡按陕西，辽东巡按，十二年升河间府知府，调保定府知府。

## 家族
曾祖常恒，封給事中贈池州知府；祖父常顯，左布政使贈正奉大夫正治卿；父常經，知縣。母喬氏；繼母申氏；繼母郭氏。慈侍下。弟常至（1476年-1530年），字守善，號北平。